# 제르브
수학에서 제르브(프랑스어: gerbe)는 올다발의 개념의 범주화이며, 그 “올”은 위상 공간 대신 준군을 이룬다.

## 정의
위상 공간 {\displaystyle X} 위의 제르브 {\displaystyle {\mathcal {G}}\colon \operatorname {Open} (X)\to {\mathcal {C}}}는 다음 조건을 만족시키는 준군 스택이다.
- (국소적 비공범주성 非空範疇性) 임의의 점 {\displaystyle x\in X}에 대하여, 범주 {\displaystyle {\mathcal {G}}(U)}가 하나 이상의 대상을 갖는 열린 근방 {\displaystyle U\ni x}가 존재한다.
- (추이성) 임의의 열린집합 {\displaystyle U\in \operatorname {Open} (X)} 및 임의의 두 대상 {\displaystyle a,b\in {\mathcal {G}}(U)}에 대하여, 다음 조건이 성립하는 어떤 충분히 섬세한 열린 덮개 {\displaystyle U=\textstyle \bigcup _{i\in I}U_{i}}가 존재한다.
  - 각 {\displaystyle i\in I}에 대하여, 제한 함자 {\displaystyle \operatorname {res} _{i}\colon {\mathcal {G}}(U)\to {\mathcal {G}}(U_{i})} 아래, {\displaystyle \hom _{{\mathcal {G}}(U_{i})}(\operatorname {res} _{i}(a),\operatorname {res} _{i}(b))\neq \varnothing }이다. 즉, 어떤 사상 {\displaystyle f\colon \operatorname {res} _{i}(a)\to \operatorname {res} _{i}(b)}가 존재한다.

## 예
매끄러운 다양체 {\displaystyle M}과 리 군 {\displaystyle G}가 주어졌다고 하자. 그렇다면, {\displaystyle M} 위의 {\displaystyle G}-주다발들은 제르브 {\displaystyle \operatorname {Prin} _{G}}를 이룬다. 즉, 열린집합 {\displaystyle U\subseteq M}에 대하여, {\displaystyle \operatorname {Prin} _{G}(U)}는 다음과 같은 준군이다.
- {\displaystyle \operatorname {Prin} _{G}(U)}의 대상은 {\displaystyle U} 위의 {\displaystyle G}-주다발이다.
- {\displaystyle \operatorname {Prin} _{G}(U)}의 사상은 {\displaystyle U} 위의 {\displaystyle G}-주다발의 동형 사상이다.

주다발들은 짜깁기할 수 있으므로, 이는 준군 스택을 이룬다. 자명한 주다발이 항상 존재하므로, 국소적 비공범주성이 성립한다. 또한, 모든 주다발은 국소적으로 자명하므로 (국소적으로 서로 동형이므로), 추이성 역시 성립한다.

## 역사
장 지로(프랑스어: Jean Giraud [ʒɑ̃ ʒiʁo], 1936〜2007)가 1971년에 도입하였다. 프랑스어: gerbe 제르브[*]는 짚단을 뜻한다. 이는 다발의 범주화 개념이므로, 다발에 빗대어 이렇게 명명되었다.

## 같이 보기
- 아즈마야 대수
- 뒤틀린 K이론
- 다발 제르브
- 끈 군